# Fairfax (Ohio)
Fairfax es una villa ubicada en el condado de Hamilton en el estado estadounidense de Ohio. En el Censo de 2010 tenía una población de 1699 habitantes y una densidad poblacional de 859,75 personas por km².

## Geografía
Fairfax se encuentra ubicada en las coordenadas 39°8′36″N 84°23′50″O / 39.14333, -84.39722. Según la Oficina del Censo de los Estados Unidos, Fairfax tiene una superficie total de 1.98 km², de la cual 1.98 km² corresponden a tierra firme y (0%) 0 km² es agua.

## Demografía
Según el censo de 2010, había 1699 personas residiendo en Fairfax. La densidad de población era de 859,75 hab./km². De los 1699 habitantes, Fairfax estaba compuesto por el 94.82% blancos, el 2.41% eran afroamericanos, el 0.29% eran amerindios, el 0.82% eran asiáticos, el 0% eran isleños del Pacífico, el 0.06% eran de otras razas y el 1.59% pertenecían a dos o más razas. Del total de la población el 1.29% eran hispanos o latinos de cualquier raza.